# Stenolophus
Stenolophus är ett släkte av skalbaggar som beskrevs av Pierre François Marie Auguste Dejean 1821. Stenolophus ingår i familjen jordlöpare.

## Bildgalleri

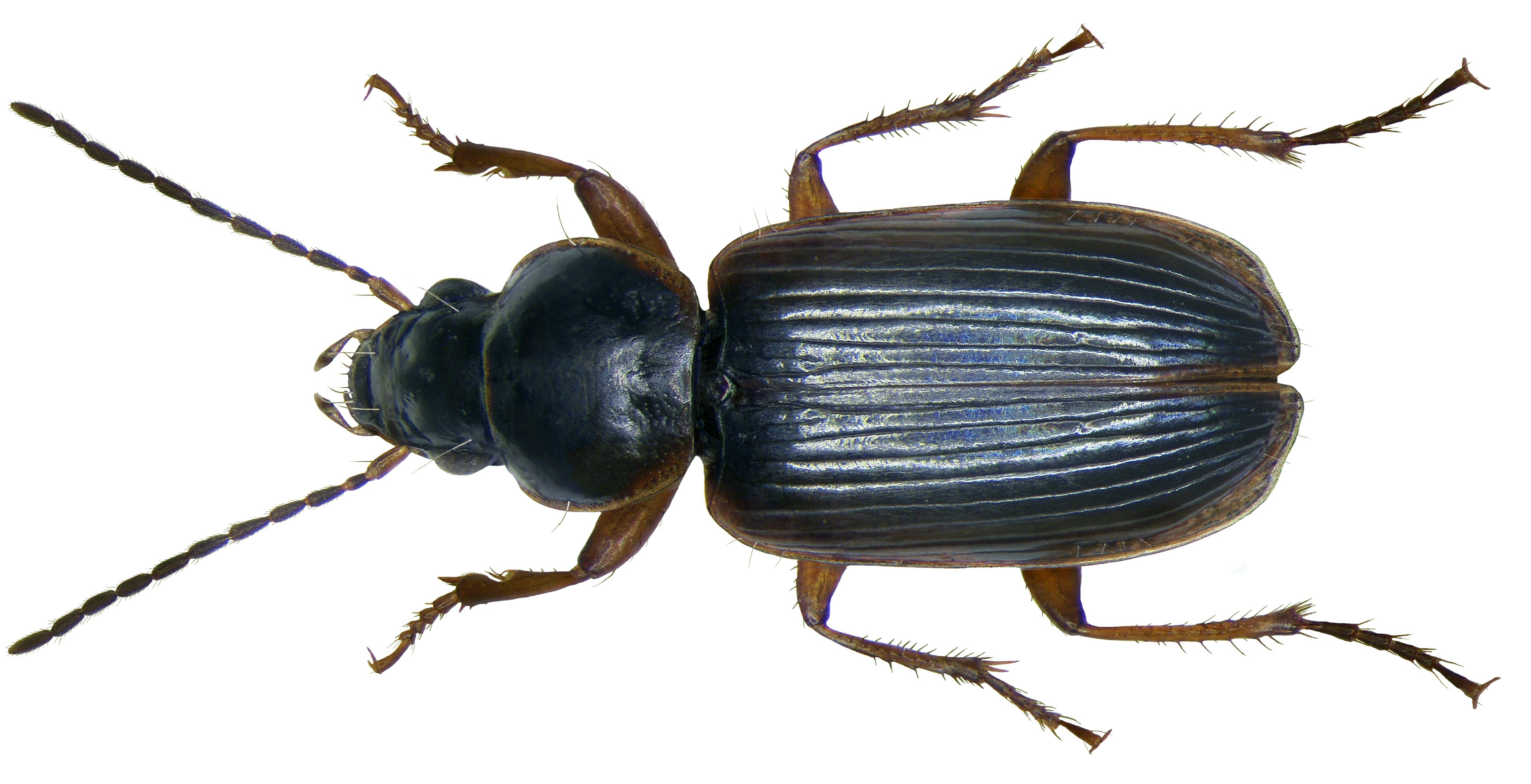

## Dottertaxa tillStenolophus, i alfabetisk ordning[1][2]
- Stenolophus abstineus
- Stenolophus anceps
- Stenolophus apricaria
- Stenolophus aurata
- Stenolophus avida
- Stenolophus bifrons
- Stenolophus binotatus
- Stenolophus brownii
- Stenolophus brunnea
- Stenolophus californica
- Stenolophus carbonarius
- Stenolophus chalcea
- Stenolophus cincticollis
- Stenolophus colvillensis
- Stenolophus comma
- Stenolophus conjunctus
- Stenolophus discors
- Stenolophus dissimilis
- Stenolophus dolosus
- Stenolophus extensicollis
- Stenolophus flavipes
- Stenolophus fortis
- Stenolophus fuliginosus
- Stenolophus fuscatus
- Stenolophus glacialis
- Stenolophus hicksi
- Stenolophus humidus
- Stenolophus idahoana
- Stenolophus idoneus
- Stenolophus incultus
- Stenolophus infuscatus
- Stenolophus insignis
- Stenolophus insularis
- Stenolophus latipennis
- Stenolophus lecontei
- Stenolophus limbalis
- Stenolophus lineola
- Stenolophus maculatus
- Stenolophus megacephalus
- Stenolophus mixtus
- Stenolophus musculis
- Stenolophus obesus
- Stenolophus ochropezus
- Stenolophus oculatus
- Stenolophus pallescens
- Stenolophus parviceps
- Stenolophus peregrinus
- Stenolophus plebjus
- Stenolophus pseudobrunnea
- Stenolophus quadricollis
- Stenolophus quenseli
- Stenolophus quinquepustulatus
- Stenolophus rectus
- Stenolophus remissus
- Stenolophus rotundatus
- Stenolophus rotundicollis
- Stenolophus rubrica
- Stenolophus rugicollis
- Stenolophus schwarzi
- Stenolophus semitinctus
- Stenolophus sinuosa
- Stenolophus skrimshiranus
- Stenolophus spretus
- Stenolophus spuria
- Stenolophus tarsalis
- Stenolophus teutonus
- Stenolophus unicolor
- Stenolophus vacans
- Stenolophus vividus